# Mutation faux sens
En génétique, une mutation faux-sens ou substitution non synonyme est une mutation ponctuelle dans laquelle un nucléotide d'un codon est changé, induisant le changement de l'acide aminé associé. Ceci peut rendre la protéine traduite non fonctionnelle, si les propriétés du nouvel acide aminé sont différentes.
Chez les humains, des mutations de ce type sont responsables de maladies telles que l'épidermolyse bulleuse et la drépanocytose. Chez les plantes, des mutations faux-sens contrôlent par exemple l'épaisseur de la coque du fruit du palmier à huile,.